# 佐々木忍 (アニメ演出家)
佐々木 忍（ささき しのぶ）は、日本のアニメーション演出家、アニメーション監督。オフィスデルタドットプラス所属。埼玉県出身。千葉大学工学部デザイン学科卒業。

## 経歴
2003年にサンライズに入社後、制作進行を3年間、設定制作を3年間担当し『テイルズ オブ ジ アビス』第21話「古の塔」で演出デビューした。フリーランスとなった後『ヒゲぴよ』第19話「ヒゲぴよの謎だよ!?」で絵コンテデビューした。
師匠は同じくアニメーション監督の小倉宏文である。

## 参加作品

### テレビアニメ
- 焼きたて!!ジャぱん（2004年、制作進行）
- CLUSTER EDGE（2005年、制作進行）
- 結界師（2006年、設定制作）
- テイルズ オブ ジ アビス（2008年、設定制作・演出）
- ヒゲぴよ（2009年、絵コンテ・演出）
- 東京マグニチュード8.0（2009年、演出）
- 黒執事II（2010年、絵コンテ・演出）
- バトルスピリッツ ブレイヴ（2010年、演出）
- TIGER & BUNNY（2011年、絵コンテ・演出）
- 銀魂'（2011年、演出）
- エリアの騎士（2012年）助監督・絵コンテ・演出）
- ONE PIECE エピソードオブルフィ 〜ハンドアイランドの冒険〜（2012年、演出）
- 幕末義人伝 浪漫（2013年、オープニングアニメーション ビジュアルディレクター、絵コンテ）
- ストライク・ザ・ブラッド（2013年、絵コンテ・演出）
- デュエル・マスターズ VS（2014年 - 2015年、監督、絵コンテ、OP絵コンテ・演出、ED絵コンテ・演出、原画）
- ラブライブ!（第2期）（2014年、演出）
- デュエル・マスターズ VSR（2015年 - 2016年、監督、絵コンテ・演出、OP絵コンテ・演出、ED絵コンテ・演出）
- デュエル・マスターズ VSRF（2016年 - 2017年、監督、絵コンテ、OP絵コンテ・演出、ED絵コンテ）
- デュエル・マスターズ（2017年版）（2017年 - 2018年、監督[2]、絵コンテ、OP絵コンテ・演出、ED絵コンテ・演出）
- 笑ゥせぇるすまんNEW（2017年、絵コンテ）
- デュエル・マスターズ!（2018年 - 2019年、監督、絵コンテ・演出、OP絵コンテ・演出、ED絵コンテ・演出）
- デュエル・マスターズ!!（2019年 - 2020年、総監督、絵コンテ、OP絵コンテ、ED絵コンテ・演出）
- のりものまん モービルランドのカークン（2020年、監督）
- ゾゾゾ ゾンビーくん（2020年、絵コンテ）
- クレヨンしんちゃん（2020年 - 2024年、絵コンテ・演出）
- ホリミヤ（2021年）
- トモダチゲーム（2022年、絵コンテ）
- 黒執事 -寄宿学校編-（2024年、絵コンテ・演出）

### 劇場アニメ
- クレヨンしんちゃん バカうまっ!B級グルメサバイバル!!（2013年、演出）
- 劇場版 銀魂 完結篇 万事屋よ永遠なれ（2013年、演出）
- クレヨンしんちゃん もののけニンジャ珍風伝（2022年、演出）
- クレヨンしんちゃん オラたちの恐竜日記（2024年、監督[3]、絵コンテ、演出）
- クレヨンしんちゃん 超華麗!灼熱のカスカベダンサーズ（2025年、演出）